# Задержка роста плода
Задержка роста плода (также устар. задержка внутриутробного развития плода, внутриутробная задержка развития плода, синдром задержки развития плода, гипотрофия плода) — состояние, когда размеры плода находятся ниже ожидаемых на данном сроке беременности. Самым распространённым способом диагностики задержки развития плода является определение массы плода при рождении, которая находится в диапазоне менее десятого процентиля для данного периода беременности. Частота болезни варьирует в широком диапазоне: 5,0—17,6 %.

## Факторы риска

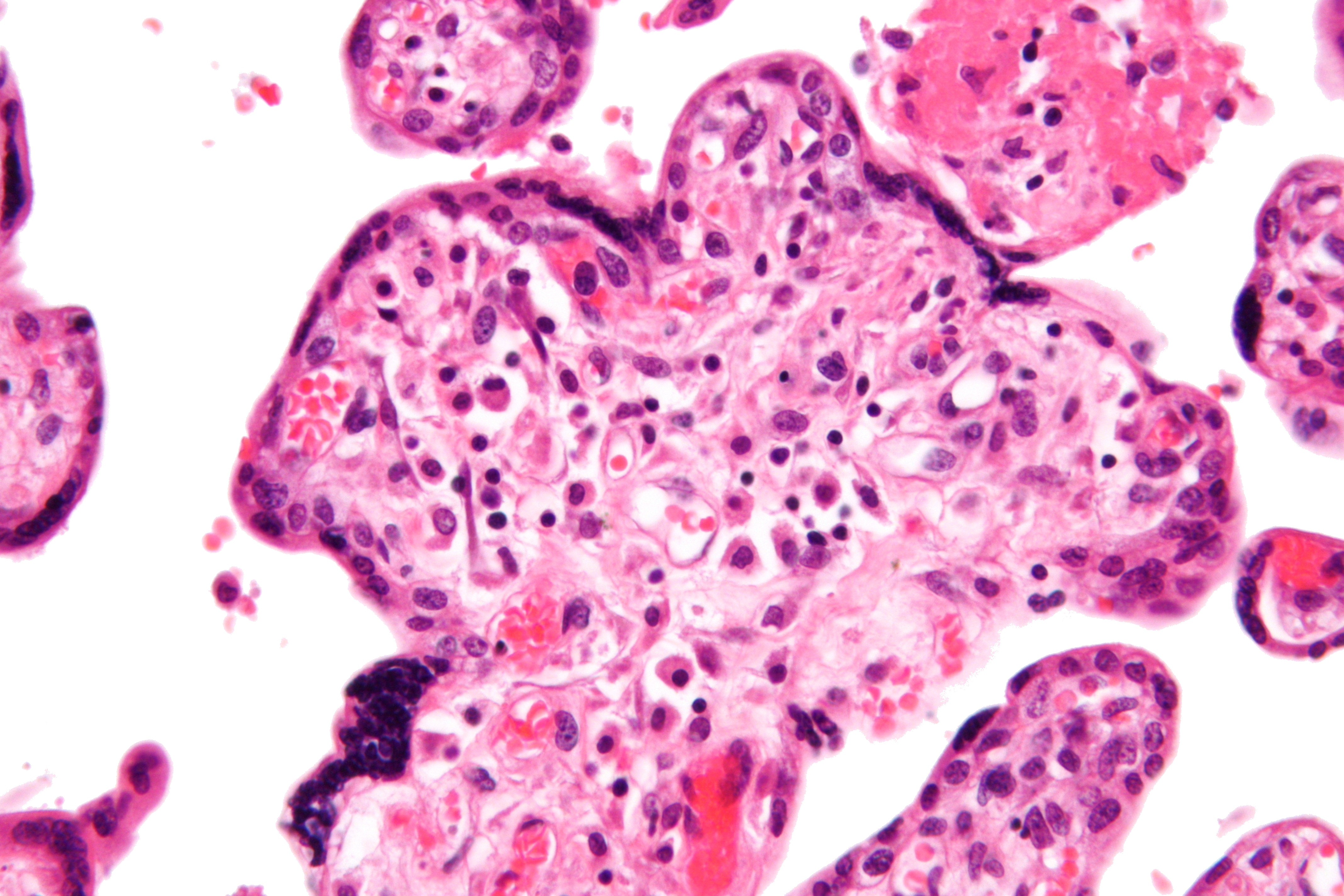
Микрофотография виллита неизвестной этиологии, патологии плаценты, связанной с задержкой роста плода. Окраска гематоксилином и эозином.

Существуют различные факторы риска, которые могут способствовать задержке роста плода. Они включают социально-бытовые факторы (например, молодой или пожилой возраст матери, злоупотребление психоактивными веществами, вредные или тяжёлые условия труда, эмоциональное перенапряжение, недостаточный вес матери), тератогенные факторы (воздействие циклофосфамида, вальпроевой кислоты, антитромбических препаратов), соматические факторы (хронические инфекции, заболевания вне половой сферы), акушерско-гинекологические факторы (проблемы с предыдущими беременностями и родами, гинекологические заболевания, аномалии матки) и факторы, связанные с текущей беременностью (токсикозы, гестоз, многоплодная беременность, угроза прерывания беременности). Также плодовые факторы (конституциональные особенности, наследственные синдромы, аномалии развития плода, внутриутробные инфекции) могут играть роль в задержке роста плода.

## Классификация
Согласно данным ультразвуковой фетометрии, выделяются три формы задержки роста плода:
1. Асимметричная форма: при этой форме задержки роста плода происходит уменьшение только размеров живота плода в сравнении с ожидаемыми значениями для данного гестационного срока. Это отставание может быть более чем на 2 недели или размер живота может быть менее пятого процентиля для соответствующего срока беременности. При этой форме остальные размеры плода остаются в пределах физиологической нормы.
2. Симметричная форма: в случае симметричной формы задержки роста плода общие размеры тела плода пропорционально уменьшаются относительно ожидаемых значений для данного срока беременности. Все размеры плода, такие как длина тела, окружность головы и живота, уменьшены в одинаковой пропорции.
3. Смешанная форма: при смешанной форме задержки роста плода наблюдается отставание размеров живота плода более чем на 2 недели, а другие фетометрические показатели находятся в пределах 10—25 процентилей для данного срока беременности.

## Патогенез
У женщин, у которых впоследствии развивается синдром задержки развития плода, в первом триместре беременности происходит неполная инвазия трофобласта в стенку спиральных артерий, что приводит к нарушению гемодинамики маточно-плацентарного кровообращения. На ранних сроках беременности (до 22 недель), когда механизмы саморегуляции плода ещё недостаточно развиты, возникает симметричная форма задержки роста плода, связанная с уменьшением числа клеток в период гиперпластического роста. Во второй половине беременности основную роль в патогенезе задержки роста плода играет нарушение кровотока между маткой и плацентой, вызывающее хроническую гипоксию и задержку роста плода. Под влиянием хронической гипоксии происходит повышение кровотока в головном мозге плода при снижении кровотока в остальных органах, что проявляется в формировании асимметричной задержки роста плода, а также в дальнейшем может иметь негативное воздействие на когнитивные способности.

## Диагностика
Диагностика ЗРП возможна с помощью наружного акушерского исследования (измерение и пальпация) и ультразвукового сканирования. Скрининговым методом диагностики ЗРП служит определение ВДМ, отставание которой от гестационного возраста на 2 и более сантиметра даёт основание заподозрить нарушение роста плода. Более объективную информацию даёт ультразвуковая фетометрия, которая позволяет установить диагноз, определить форму и степень ЗРП. Ультразвуковая фетометрия должна проводиться в динамике. Оптимальный интервал между исследованиями должен составлять не менее двух недель.

## Прогноз
Плоды с задержкой роста, которые развиваются при недостаточной плацентарной перфузии, имеют повышенный риск перинатальных повреждений (65 % случаев). Такие плоды часто подвержены аспирации мекония, гипоксии во время беременности и асфиксии во время родов. Задержка роста плода приводит к нарушению функционального созревания центральной нервной системы (ЦНС), которая играет важную координирующую и интегрирующую роль в развитии органов и систем плода в пренатальном периоде. В раннем неонатальном периоде это приводит к нарушению формирования рефлекторных и тонических реакций, а впоследствии у этих детей часто наблюдаются неврологические заболевания, начиная от минимальных нарушений мозговой функции до серьёзных соматических и психомоторных проблем. Помимо прочего, новорождённые с задержкой роста, страдающие гипотрофией, подвержены риску развития транзиторного гипотиреоза и внутриутробной инфекции из-за относительного иммунодефицита. Взрослые пациенты, у которых была задержка роста, чаще страдают неврологическими и сердечно-сосудистыми заболеваниями.

## Лечение
Задержка развития плода может требовать различных тактик ведения беременности и родов, в зависимости от причин болезни, степени её выраженности, формы и срока беременности. Цель лечения — коррекция нарушений в системе мать-плацента-плод. Повторные ультразвуковые кардиомониторные наблюдения необходимы для оценки темпов роста плода и его функционального состояния. Помимо этого, рекомендовано генетическое тестирование и мониторинг через фетальный доплер. Если терапия даёт положительный результат, то беременность можно продлить. Родоразрешение проводят не ранее 37 недель беременности. Если лечение неэффективно или состояние плода ухудшается, досрочное родоразрешение необходимо, независимо от срока беременности. При декомпенсированной форме плацентарной недостаточности (ЗРП II и III степени) показано досрочное родоразрешение путем операции кесарева сечения. После рождения ребёнка с задержкой развития плода плаценту взвешивают и осматривают, чтобы выявить возможные инфаркты, артериовенозные пороки и отложения фибрина, а также отправить плаценту в лабораторию патоморфологии для установления возможной причины задержки развития плода.